# Vương Khải (chính khách)
Vương Khải (tiếng Trung giản thể: 王凯, bính âm Hán ngữ: Wáng Kǎi), sinh tháng 7 năm 1962, một người Hán, chính trị gia nước Cộng hòa Nhân Dân Trung Hoa. Ông là Ủy viên Ủy ban Trung ương Đảng Cộng sản Trung Quốc khóa XX, hiện là Phó Bí thư Tỉnh ủy, Bí thư Đảng tổ, Tỉnh trưởng Chính phủ Nhân dân tỉnh Hà Nam. Ông nguyên là Thường vụ Tỉnh ủy Cát Lâm, Bí thư Thành ủy thành phố Trường Xuân, Bộ trưởng Bộ Tổ chức Tỉnh ủy Cát Lâm; Thường vụ Khu ủy, Bí thư Địa ủy địa cấp thị Ngọc Lâm, Khu tự trị dân tộc Choang Quảng Tây.
Vương Khải là Đảng viên Đảng Cộng sản Trung Quốc, học vị Thạc sĩ Kinh tế chính trị học, Tiến sĩ Kinh tế.

## Xuất thân và giáo dục
Vương Khải  sinh tháng 7 năm 1962 tại địa cấp thị Lạc Dương, tỉnh Hà Nam, Cộng hòa Nhân dân Trung Hoa. Ông lớn lên ở quê nhà, một trong những cố đô nổi danh nhất trong lịch sử Trung Hoa, theo học phổ thông ở quê nhà. Tháng 9 năm 1979, ông tới Tiểu Điếm, thủ phủ Thái Nguyên, Sơn Tây để theo học chuyên ngành Kinh tế chính trị học tại Đại học Sơn Tây, tốt nghiệp Cử nhân Kinh tế chính trị vào tháng 10 năm 1983. Tháng 9 năm 1988, ông tới quận Hải Điến, thủ đô Bắc Kinh để theo học tại Khoa Kinh tế học, Đại học Nhân dân Trung Quốc (中国人民大学), nhận bằng Thạc sĩ Kinh tế chính trị vào tháng 7 năm 1991. Tháng 9 năm 2009, trong quá trình công tác ở Quảng Tây, ông đồng thời vừa hoạt động trong công việc, vừa tới thủ phủ Vũ Hán, theo học Lịch sử các Tư tưởng Kinh tế tại Học viện Quản lý và Kinh tế, Đại học Vũ Hán, bảo vệ thành công Luận án Tiến sĩ và trở thành Tiến sĩ Kinh tế năm 2012. Vương Khải được kết nạp Đảng Cộng sản Trung Quốc vào tháng 12 năm 1984.

## Sự nghiệp

### Giai đoạn đầu
Sau khi tốt nghiệp đại học năm 1983, ông bắt đầu sự nghiệp với vị trí Giảng viên Trường Đảng địa cấp thị Tấn Thành, tỉnh Sơn Tây. Ông là giảng viên trường trong năm năm cho đến 1988. Từ tháng 7 năm 1991, ông được thăng cấp thành lãnh đạo viên, lần lượt là Phó Chủ nhiệm, Chủ nhiệm Khoa viên của Văn phòng Thẩm lý vụ việc, Ủy ban Kiểm tra Kỷ luật Trung ương Đảng Cộng sản Trung Quốc. Tháng 4 năm 1995, ông nhậm chức Phó Trưởng Ban Điều tra và Nghiên cứu (调研处), Văn phòng Thẩm lý Ủy ban Kiểm Kỷ rồi trở thành Trưởng Ban Điều tra và Nghiên cứu vào tháng 6 năm 1999. Thời kỳ 1991 – 2002, ông công tác chủ yếu ở Ủy ban Kiểm Kỷ Trung ương, bên cạnh đó, những năm 1999 – 2002, ông kiêm nhiệm thêm vị trí Phó Thị trưởng địa cấp thị Ngô Châu, Quảng Tây, chuẩn bị cho giai đoạn mới của sự nghiệp công tác ở địa phương.

### Tổ chức địa phương
Tháng 11 năm 2002, Vương Khải được điều chuyển chính thức Khu tự trị dân tộc Choang Quảng Tây, tiếp tục là Phó Thị trưởng Chính phủ Nhân dân địa cấp thị Ngô Châu. Tháng 8 năm 2003, ông được bầu làm Thường vụ Địa ủy, Bộ trưởng Bộ Tổ chức Địa ủy Ngô Châu, Quảng Tây. Đến tháng 6 năm 2009, ông là Phó Bí thư Địa ủy Ngô Châu, rồi được bổ nhiệm làm Thị trưởng Ngô Châu vào tháng 2 năm 2008. Tháng 1 năm 2013, ông được điều sang làm Phó Bí thư Địa ủy Ngọc Lâm, Quảng Tây, tiếp tục là Thị trưởng rồi Bí thư Địa ủy, Chủ nhiệm Nhân Đại Ngọc Lâm vào tháng 1 năm 2014. Ông công tác lãnh đạo toàn diện địa cấp thị Ngọc Lâm cho đến năm 2016. Tháng 11 năm 2016, ông được điều làm Thường vụ Khu ủy Quảng Tây, kiêm nhiệm Bí thư Ngọc Lâm, thăng chức trở thành công vụ viên cấp phó tỉnh, phó bộ.
Sau 15 năm công tác ở Quảng Tây, ông được xếp vào danh sách công vụ viên được xây dựng và quản lý bởi Bộ Tổ chức Trung ương Đảng Cộng sản Trung Quốc theo phương diện công tác địa phương đa lĩnh vực, đa vị trí, bắt đầu hoạt động điều chuyển liên tục. Tháng 3 năm 2017, Trung ương Đảng Cộng sản Trung Quốc quyết định điều chuyển Vương Khải tới tỉnh Cát Lâm, vào Ban Thường vụ Tỉnh ủy, nhậm chức Bộ trưởng Bộ Tổ chức Tỉnh ủy Cát Lâm. Đến tháng 4 năm 2019, ông nhậm chức Bí thư Thành ủy Trường Xuân, lãnh đạo thủ phủ Cát Lâm.

### Hà Nam
Tháng 3 năm 2021, Trung ương Đảng Cộng sản Trung Quốc quyết định điều chuyển Vương Khải tới tỉnh Hà Nam, tức vùng đất quê hương của ông, điều chuyển vào Ban Thường vụ Tỉnh ủy, đảm nhận chức vụ Phó Bí thư Tỉnh ủy Hà Nam, Bí thư Đảng tổ Chính phủ Nhân dân tỉnh Hà Nam, chuẩn bị cho vị trí Tỉnh trưởng. Ngày 02 tháng 4 năm 2021, tại Hội nghị lần thứ 23 của Ủy ban thường vụ Đại hội Đại biểu Nhân dân tỉnh Hà Nam khóa XIII đã quyết định bổ nhiệm ông làm Quyền Tỉnh trưởng Chính phủ Nhân dân tỉnh Hà Nam, chính thức trở thành công vụ viên cấp chính tỉnh, chính bộ. Ông cũng là công vụ viên hiếm có trong chính trị Trung Quốc đương đại được điều chuyển làm lãnh đạo hành pháp ở địa phương quê hương của mình. Tháng 10 năm 2022, ông tham gia Đại hội Đảng Cộng sản Trung Quốc lần thứ XX từ đoàn Hà Nam, được bầu là Ủy viên Ủy ban Trung ương Đảng Cộng sản Trung Quốc khóa XX.